# هوارد سكوت
هوارد سكوت (بالإنجليزية: Howard Scott)‏ هو مهندس أمريكي، ولد في 1 أبريل 1890، وتوفي في 1970.

## وصلات خارجية
- هوارد سكوت على موقع الموسوعة البريطانية (الإنجليزية)